# Аббатство Шеветонь
Абба́тство Шевето́нь (фр. Abbaye de Chevetogne, также известное как Монастырь воздвижения Святого Креста, фр. Monastère de l'Exaltation de la Sainte Croix) — католический бенедиктинский монастырь, расположенный в бельгийской деревне Шеветонь в муниципалитете Сине провинции Намюр Бельгии, на полпути между Брюсселем и Люксембургом.

## История
В 1924 году Папа Пий XI обратился с посланием «Equidem verba» к бенедиктинскому ордену, призвав их работать на воссоединение католической и восточной церквей с особым акцентом на русском православии. В следующем году Ламбертом Боудуином (1873—1960) была основана бенедиктинская монашеская община в Аме, на реке Маас. Из-за тесной дружбы Боудуина с кардиналом Мерсье и Папой Иоанном XXIII, а также его отношениями с восточными христианами он стал пионером католического экуменического движения. Первоначально он сосредоточился на единстве с православными и англиканами, но в конечном итоге распространил свои усилия на «всех тех, кто носит имя Христа».
В 1939 году община Амейского монастыря переехала в своё нынешнее место в Шеветони, заняв помещения бывшего иезуитского новициата. В 1957 году была построена церковь в неорусском стиле посвящённая Воздвижению Креста Господня, освящённая епископом Павлом Мелетьевым, украшенная фресками Раллиса Копсидиса и Жоржа Хохлидакиса, а западная церковь была обустроена вместе с библиотекой в её подвале. Библиотека насчитывает около 100 000 томов и подписывается примерно на 500 специализированных журналов и периодических изданий.
11 декабря 1990 года монастырь в Шеветони был повышен до статуса аббатства.